# Giacomo Lauri-Volpi
Giacomo Lauri-Volpi (Lanuvio, Laci, 11 de desembre de 1892 – Burjassot, 17 de març de 1979) va ser un tenor Italià que va desenvolupar la seua carrera a Europa i Amèrica durant quaranta anys.
Va quedar orfe a l'edat d'onze anys. Després de concloure l'educació secundària al seminari d'Albano i de graduar-se per la Universitat de Roma La Sapienza, va començar els estudis de cant amb el baríton Antonio Cotogni en l'Accademia Nazionale di Santa Cecilia de Roma. Va debutar amb gran èxit com a Arturo en I puritani de Bellini a Viterbo, el 2 de setembre de 1919; amb el nom artístic de Giacomo Rubini, com a homenatge del tenor favorit de Bellini, Giovanni Battista Rubini. Quatre mesos després, el 3 de gener de 1920, va revalidar el seu èxit amb el debut al Teatro Costanzi de Roma. En aquesta ocasió va usar el seu nom vertader, interpretant Manon Lescaut de Puccini, en companyia de Rosina Storchio i Ezio Pinza.
El 1922 va debutar amb èxit al Gran Teatre del Liceu a Rigoletto. L'any 1929 va obtenir un gran èxit en La Scala de Milà, com a Arnoldo en la producció commemorativa del centenari de Guillaume Tell de Rossini.
Va ser una estrella del Metropolitan Opera en la dècada del 1920, cantant al costat de Maria Jeritza en l'estrena americana de Turandot, i al costat de Rosa Ponselle en l'estrena al Met de Luisa Miller de Giuseppe Verdi. La seua darrera aparició va tenir lloc l'any 1959 a Roma, com Manrico en Il trovatore de Verdi. L'any 1974, a l'edat de vuitanta-un anys, va editar en disc un recital d'àries d'òpera.
Havent-se casat amb la soprano de Godella Maria Ros, va establir la seua residència a Burjassot. Ací moriria a l'edat de vuitanta-sis anys.